# Gabinet Harry’ego Trumana

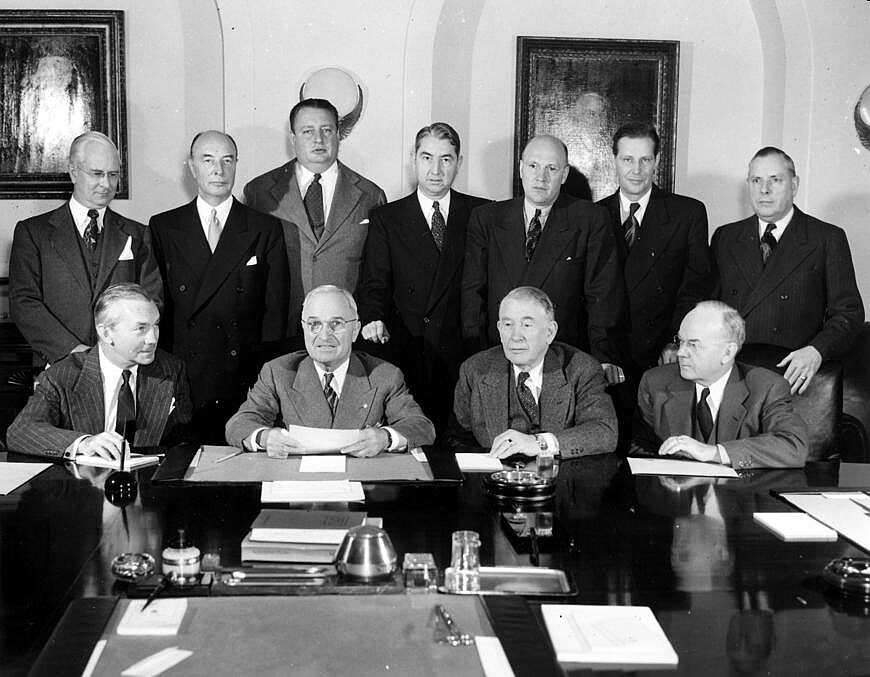
Gabinet Trumana, 1949

Gabinet Harry’ego Trumana – powołany i zaprzysiężony w 1945, po śmierci Franklina Delano Roosevelta.
| Departament/Funkcja            | Imię i nazwisko                                                          | Kadencja                                        |
| ------------------------------ | ------------------------------------------------------------------------ | ----------------------------------------------- |
| Prezydent                      | Harry Truman                                                             | 1945 – 1953                                     |
| Wiceprezydent                  | wakat Alben W. Barkley                                                   | 1945 – 1949 1953 – 1961                         |
| Sekretarz stanu                | Edward Stettinius Jr. James F. Byrnes George C. Marshall Dean G. Acheson | 1945 1945 – 1947 1947 – 1949 1949 – 1953        |
| Sekretarz skarbu               | Henry Morgenthau Fred M. Vinson John W. Snyder                           | 1945 1945 – 1946 1946 – 1953                    |
| Sekretarz wojny                | Henry Stimson Robert P. Patterson Kenneth Claiborne Royall               | 1945 1945 – 1947 1947                           |
| Sekretarz obrony               | James Forrestal Louis A. Johnson George Marshall Robert A. Lovett        | 1947 – 1949 1949 – 1950 1950 – 1951 1951 – 1953 |
| Prokurator generalny           | Francis Biddle Tom C. Clark J. Howard McGrath James P. McGranery         | 1945 1945 – 1949 1949 – 1952 1952 – 1953        |
| Dyrektor Generalny Poczty      | Frank C. Walker Robert E. Hannegan Jesse M. Donaldsonn                   | 1945 1945 – 1947 1947 – 1953                    |
| Sekretarz marynarki            | James Forrestal                                                          | 1945 – 1947                                     |
| Sekretarz zasobów wewnętrznych | Harold L. Ickes Julius Albert Krug Oscar L. Chapman                      | 1945 – 1946 1946 – 1949 1949 – 1953             |
| Sekretarz rolnictwa            | Claude R. Wickard Clinton Anderson Charles F. Brannan                    | 1945 1945 – 1948 1948 – 1953                    |
| Sekretarz handlu               | Henry Wallace William Averell Harriman Charles W. Sawyer                 | 1945 – 1946 1946 – 1948 1948 – 1953             |
| Sekretarz pracy                | Frances Perkins Lewis Baxter Schwellenbach Maurice Joseph Tobin          | 1945 1945 – 1948 1948 – 1953                    |